# Kvik Halden FK
Kvik Halden Fotballklubben is een Noorse voetbalvereniging uit de plaats Halden.
Op 19 juni 1906 werd de club als Kvik Fredrikshald opgericht. Onder deze naam wisten ze de Noorse beker in 1918 te winnen, en in 1915 en 1922 waren ze verliezend finalist. In 1928 vond de naamswijziging in Kvik FK plaats. In 1997 vond de fusie plaats tussen Halden FK en Kvik FK tot het huidige Kvik Halden FK.

## Erelijst
Kvik Fredrikshald
Beker van Noorwegen winnaar in 1918, finalist in 1915, 1922

## Bekende (ex-)spelers
- Rune Lange

Afdeling 1: Arendal · SK Brann 2 · Brattvåg IL · FK Eik Tønsberg · Flekkerøy IL · IL Hødd · FK Jerv · Kvik Halden FK · Lysekloster IL · Notodden FK · Sotra SK · SK Vard · Viking FK 2 · FK Ørn-Horten

Afdeling 2:  Alta IF · Eidsvold Turn · Follo FK · Gjøvik-Lyn · Grorud IL · IK Junkeren · Kjelsås · Skeid Fotball · Stjørdals-Blink IL · Strømmen IF · Tromsdalen UIL · Ullensaker/Kisa IL · Vålerenga 2 